# Yamba (Pabré)
Pour les articles homonymes, voir Yamba.
Yamba est une localité du département de Pabré, dans la province de Kadiogo (région Centre) au Burkina Faso. En 2006, cette localité comptait 667 habitants dont 52,2 % de femmes.